# Zarubînți, Andrușivka
Zarubînți (în ucraineană Зарубинці) este localitatea de reședință a comunei Zarubînți din raionul Andrușivka, regiunea Jîtomîr, Ucraina.

## Demografie
Componența lingvistică a localității Zarubînți
     Ucraineană (97,79%)
     Rusă (1,66%)
     Alte limbi (0,44%)
Conform recensământului din 2001, majoritatea populației localității Zarubînți era vorbitoare de ucraineană (97,79%), existând în minoritate și vorbitori de rusă (1,66%).

## Legături externe
- pl Zarubińce (3) wieś w północno-zachodnim zakątku powiatu skwirskiego în Dicționarul geografic al Regatului Poloniei și al altor țări slave, volum XIV (Worowo — Żyżyn) 1895